# 昼锦桥
29°43′17.1″N 121°29′35.0″E / 29.721417°N 121.493056°E
昼锦桥，又名牌楼桥，位于中国浙江省宁波市鄞州区姜山镇东李村，是一座明嘉靖十四年（1535年）建造的二墩三孔石梁桥。桥面由三块条石排列而成，两侧桥面板上刻有“昼锦桥”三字，下有“明嘉靖十四年重建”款。2023年9月1日，昼锦桥公布为宁波市文物保护单位。